# 1285 Avenue of the Americas
1285 Avenue of the Americas, går även under namnen Paine Webber Building och Equitable Life Assurance Building, är en skyskrapa som ligger utmed gatan Avenue of the Americas/Sixth Avenue på Manhattan i New York, New York i USA.
Byggnaden uppfördes mellan 1959 och 1960 som en fastighet för kontorsverksamhet. Den är 166,12 meter hög och har 42 våningar.